# Jerry Sikhosana
Jerry Sikhosana (ur. 8 czerwca 1969) – południowoafrykański piłkarz.
Podczas kariery piłkarskiej bronił barw głównie rodzimych klubów. Grał w Giant Blackpool, Witbank Aces, Orlando Pirates, AmaZulu, Tembisa Classic, City Sharks Johannesburg. Zdarzył mu się również epizod w klubie zagranicznym – rok 1998 spędził w chińskim zespole Yunnan Hongta.
Był członkiem reprezentacji RPA na Mistrzostwach Świata 1998, gdzie zagrał tylko w meczu z Arabią Saudyjską, zmieniając w przerwie meczu Benniego McCarthy’ego.